# گورنگه بابینه
گورنگه بابینه (به صربی: Gornje Babine) یک منطقهٔ مسکونی در صربستان است که در پریژپولجه واقع شده‌است. گورنگه بابینه ۲۶۲ نفر جمعیت دارد.